# Bodo Ramelow
Bodo Ramelow (ur. 16 lutego 1956 w Osterholz-Scharmbeck) – niemiecki polityk, handlowiec i działacz związkowy, deputowany do Bundestagu i od 2025 jego wiceprzewodniczący, premier Turyngii (2014–2020, 2020–2024), przewodniczący Bundesratu (2020–2021).

## Życiorys
Z wykształcenia sprzedawca detaliczny, kształcił się w szkołach handlowych. Pracował w przedsiębiorstwie handlowym w Marburgu, następnie został etatowym działaczem związkowym w ramach HBV. W latach 90. był przewodniczącym tej organizacji w Turyngii.
Dołączył do postkomunistycznej PDS, z którą w 2007 współtworzył Die Linke. W latach 1999–2005 z ramienia tego ugrupowania zasiadał w landtagu. Od 2001 był przewodniczącym frakcji poselskiej postkomunistów. W latach 2005–2009 sprawował mandat deputowanego do Bundestagu, pełnił funkcję wiceprzewodniczącego klubu poselskiego Die Linke. W 2009 ponownie wybrany do parlamentu Turyngii (reelekcja w 2014, 2019 i 2024).
5 grudnia 2014, po wyborach regionalnych i zawiązaniu koalicji z Socjaldemokratyczną Partią Niemiec i Zielonymi, został wybrany na nowego premiera Turyngii. Stał się pierwszym od czasu zjednoczenia Niemiec premierem kraju związkowego wywodzącym się z ugrupowania postkomunistycznego. Po wyborach jego ugrupowanie zawarło porozumienie z dotychczasowymi partnerami, próbując utworzyć nowy rząd mniejszościowy. 5 lutego 2020 Bodo Ramelow nie uzyskał większości bezwzględnej w landtagu w dwóch głosowaniach, w trzecim głosowaniu przegrał z Thomasem Kemmerichem z FDP, kończąc urzędowanie na stanowisku premiera.
Wybór kandydata liberałów został uznany za niespodziewany i możliwy dzięki głosom posłów należących do znajdującej się w politycznej izolacji Alternatywy dla Niemiec. Doprowadziło to do kryzysu politycznego. Już kolejnego dnia Thomas Kemmerich ogłosił rezygnację ze stanowiska. 4 marca 2020 Bodo Ramelow ponownie został wybrany na premiera Turyngii. W kadencji 2020–2021 był przewodniczącym Bundesratu. 12 grudnia 2024 na funkcji premiera Turyngii zastąpił go Mario Voigt z CDU.
W wyborach w 2025 ponownie uzyskał mandat posła do Bundestagu. W tym samym roku powołany na wiceprzewodniczącego tej izby.

## Odznaczenia
- Wielki Krzyż Zasługi z Gwiazdą i Wstęgą Orderu Zasługi Republiki Federalnej Niemiec (2023)[14]
- Krzyż Oficerski Orderu Zasługi Rzeczypospolitej Polskiej (Polska, 2024)[15]